# Parlamentswahl in Schottland 2003
- SSP: 6
- SLP: 50
- SGP: 7
- SNP: 27
- SSCUP: 1
- Unabh.: 3
- SLD: 17
- SCP: 18

- Austritt: 43
- Union: 86

Die Parlamentswahl in Schottland 2003 war die zweite Wahl zum neueingerichteten Parlament in Edinburgh und fand am 1. Mai 2003 statt. Am selben Tag wurden auch die Wahl zur walisischen Nationalversammlung abgehalten. In Schottland gewählt wurden 129 Abgeordnete, 73 davon in Wahlkreisen nach relativen Mehrheitswahlrecht und 56 über Parteilisten in 8 Regionen.

## Spitzenkandidaten
- Scottish Labour Party – Jack McConnell
- Scottish National Party – John Swinney
- Scottish Conservative Party – David McLetchie
- Scottish Liberal Democrats – Jim Wallace
- Scottish Green Party – Eleanor Scott und Robin Harper
- Scottish Socialist Party – Tommy Sheridan
- Scottish Senior Citizen Unity Party – John Swinburne

### Sitzverteilung
- Labour – 50 Sitze (−6)
- SNP – 27 Sitze (−8)
- Conservative – 18 Sitze
- Liberal Democrats – 17 Sitze
- Green – 7 Sitze (+6)
- Socialist – 6 Sitze (+5)
- Scottish Senior Citizen Unity Party 1 Sitz (+1)
- Unabhängige Kandidaten – 3 Sitze (+2)

### Ergebnis 2003
Wahlbeteiligung 49,4 % (−9,7)
| Partei | Partei                   | Wahlkreis- stimmen | In %   | Wahlkreis- mandate | Listen- stimmen | In %   | Listen- mandate | Gesamt- mandate |
| ------ | ------------------------ | ------------------ | ------ | ------------------ | --------------- | ------ | --------------- | --------------- |
|        | Labour                   | 659.879            | 34,9 % | 46                 | 561.379         | 29,3 % | 4               | 50              |
|        | SNP                      | 449.476            | 23,8 % | 9                  | 399.659         | 20,9 % | 18              | 27              |
|        | Conservative             | 312.598            | 16,6 % | 3                  | 296.929         | 15,5 % | 15              | 18              |
|        | Liberal Democrats        | 286.150            | 15,3 % | 13                 | 225.774         | 11,8 % | 4               | 17              |
|        | Greens                   | –                  | –      | –                  | 132.138         | 6,9 %  | 7               | 7               |
|        | Scottish Socialist Party | 117.709            | 6,2 %  | 0                  | 128.026         | 6,7 %  | 6               | 6               |
|        | SSCUP                    | 1.597              | 0,1 %  | 0                  | 28.996          | 1,5 %  | 1               | 1               |
|        | Dennis Canavan           | 14.703             | 0,8 %  | 1                  | –               | –      | –               | 1               |
|        | Jean Turner              | 10.988             | 0,6 %  | 1                  | –               | –      | –               | 1               |
|        | Margo Macdonald          | –                  | –      | –                  | 27.144          | 1,4 %  | 1               | 1               |
|        | Socialist Labour         | –                  | –      | –                  | 21.657          | 1,1 %  | 0               | 0               |
|        | UKIP                     | –                  | –      | –                  | 11.969          | 0,6 %  | 0               | 0               |
|        | BNP                      | –                  | –      | –                  | 2,344           | 0,1 %  | 0               | 0               |
|        | Andere                   | 38.135             | 2,0 %  | 0                  | 79.841          | 4,2 %  | 0               | 0               |

Ergebnis nach Wahlkreisen:

Eine vollständige Auflistung aller Abgeordneten in dieser Legislaturperiode ist unter Liste der Mitglieder des Schottischen Parlaments (2. Wahlperiode) zu finden.

### Vergleich 2003/1999
| Partei            | Wahlkreis- stimmen | +/-      | In %   | +/-  | Wahlkreis- mandate | +/- | Listen- stimmen | +/-      | In %   | +/-    | Listen- mandate | +/- | Gesamt- mandate | +/- |
| ----------------- | ------------------ | -------- | ------ | ---- | ------------------ | --- | --------------- | -------- | ------ | ------ | --------------- | --- | --------------- | --- |
| Labour            | 659.879            | -248.513 | 34,9 % | −3,9 | 46                 | −7  | 561.379         | -225.439 | 29,3 % | –4,3   | 4               | +1  | 50              | −6  |
| SNP               | 449.476            | -223.281 | 23,8 % | −5,0 | 9                  | +2  | 399.659         | -238.985 | 20,9 % | −6,4   | 18              | −10 | 27              | −8  |
| Conservative      | 312.598            | −51.627  | 16,6 % | +1,0 | 3                  | +3  | 296.929         | −62.180  | 15,5 % | +0,2   | 15              | −3  | 18              | 0   |
| Liberal Democrats | 286.150            | −45.129  | 15,3 % | +1,0 | 13                 | +1  | 225.774         | −64.986  | 11,8 % | −0,7   | 4               | −1  | 17              | 0   |
| Green             | –                  | –        | –      | –    | –                  | –   | 132.138         | +48.114  | 6,9 %  | +3,3   | 7               | +6  | 7               | +6  |
| Socialist         | 117.709            | +94.055  | 6,2 %  | +5,2 | 0                  | 0   | 128.026         | +81.391  | 6,7 %  | +4,7   | 6               | +5  | 6               | +5  |
| SSCUP             | 1.597              | +1.597   | 0,1 %  | +0,1 | 0                  | 0   | 28.996          | +28.996  | 1,5 %  | +1,5   | 1               | +1  | 1               | +1  |
| Canavan           | 14,703             | −3,808   | 0,8 %  | 0,0  | 1                  | 0   | -               | −27,700  | -      | −1,2   | -               | -   | 1               | 0   |
| Turner            | 10,988             | +10,988  | 0,8 %  | +0,8 | 1                  | +1  | -               | -        | -      | -      | -               | -   | 1               | +1  |
| MacDonald         | -                  | -        | -      | -    | -                  | -   | 27.144          | +27.144  | 1,4 %  | +1,4   | 1               | +1  | 1               | +1  |
| Andere            | 38,135             | +16,473  | 2,2 %  | +1,1 | 0                  | 0   | 115,811         | +10.590  | 6,0 %  | +1,5 % | 0               | 0   | 0               | 0   |
| Gesamt            | 1.891.235          | ‑449,245 | -      | -    | 73                 | 0   | 1.915.856       | ‑423.055 | -      | -      | 56              | 0   | 129             | 0   |

Nach Koalitionsverhandlungen bildete sich wieder eine Labour-Liberaldemokratische Regierung unter Jack McConnell.